# Laç
Laç (Laçi) je grad i bivša općina u Lješkom okrugu, sjeverozapadna Albanija. Laç je 2015. zbog reforme lokalne uprave postao dio općine Kurbin. Bio je središte danas ukinutog Kurbinskog distrikta. Prema popisu stanovništva iz 2011. godine je imao 17.086 stanovnika.

## Šport
- KF Laçi, nogometni klub